# Allobates bacurau
Allobates bacurau es una especie de anfibio anuro de la familia Aromobatidae.

## Distribución geográfica
Esta especie es endémica del estado de Amazonas en Brasil. Habita en Manicore.

## Descripción
Los machos miden de 14.0 a 14.7 mm y las hembras de 14.7 a 14.9 mm.

## Publicación original
- Simões, 2016 : A new species of nurse-frog (Aromobatidae, Allobates) from the Madeira River basin with a small geographic range. Zootaxa, n.º 4083(4), p. 501–525.[4]